# Biomedical Microdevices
Biomedical Microdevices es una revista científica bimestral revisada por pares que cubre aplicaciones de Bio-MEMS (sistemas microelectromecánicos) y nanotecnología biomédica. Es publicado por Springer Science+Business Media y los editores en jefe son Alessandro Grattoni (Instituto de Investigación Metodista de Houston ) y Arum Han (Universidad A&M de Texas ).

## Resumen e indexación
La revista está resumida/indexada en:
- CINAH [1]
- Current Contents /Ingeniería, Informática y Tecnología[2]
- Bases de datos EBSCO
- Ei Compendex
- Index Medicus / MEDLINE / PubMed [3]
- EMBASE[4]
- Bases de datos ProQuest
- Science Citation Index Expanded (SCIE) [3]
- Scopus[5]

Según Journal Citation Reports , la revista tiene un factor de impacto para 2021 de 3.783. 
Según SCI Journal el factor de impacto de la revista para 2022 es de 2,838.